# John Mwangangi
John Mwangangi (ur. 1 listopada 1990) – kenijski lekkoatleta specjalizujący się w biegach długodystansowych.
W roku 2009 został wicemistrzem Afryki juniorów w biegu na 5000 metrów. Zdobył dwa złote medale (indywidualnie i drużynowo) mistrzostw Afryki w biegach przełajowych (2011). W 2012 został dwukrotnym medalistą mistrzostw świata w półmaratonie.
Rekordy życiowe: bieg na 5000 metrów – 13:42,5 (15 czerwca 2012, Nairobi); półmaraton – 59:45 (23 października 2011, Walencja). 

## Osiągnięcia
| Rok  | Impreza                                   | Miejsce  | Konkurencja            | Lokata     | Wynik    |
| ---- | ----------------------------------------- | -------- | ---------------------- | ---------- | -------- |
| 2009 | Mistrzostwa Afryki juniorów               | Bambous  | bieg na 5000 m         | 2. miejsce | 13:42,88 |
| 2011 | Mistrzostwa Afryki w biegach przełajowych | Kapsztad | bieg seniorów          | 1. miejsce | 35:31    |
| 2011 | Mistrzostwa Afryki w biegach przełajowych | Kapsztad | drużyna seniorów       | 1. miejsce |          |
| 2012 | Mistrzostwa świata w półmaratonie         | Kawarna  | półmaraton             | 3. miejsce | 1:01:01  |
| 2012 | Mistrzostwa świata w półmaratonie         | Kawarna  | półmaraton (drużynowo) | 1. miejsce | 3:03:52  |